# 機材
| ウィキペディアには「機材」という見出しの百科事典記事はありません（タイトルに「機材」を含むページの一覧/「機材」で始まるページの一覧）。 代わりにウィクショナリーのページ「機材」が役に立つかもしれません。 |